# 巴塞罗那动物园
巴塞罗那动物园是西班牙加泰罗尼亚自治区首府巴塞罗那市的一座動物園，位于该市的城堡公园内。
2003年，世界上唯一的白色大猩猩雪花在这里因病死去。

## 简介
巴塞罗那动物园建成于1892年，是当今世界上最古老同时也是最现代的动物园之一。动物园为开放式设计，人们可以直接触摸动物。
园内动物种类超过400种，数量超过7500只，也有濒临灭绝的物种。

## 展览

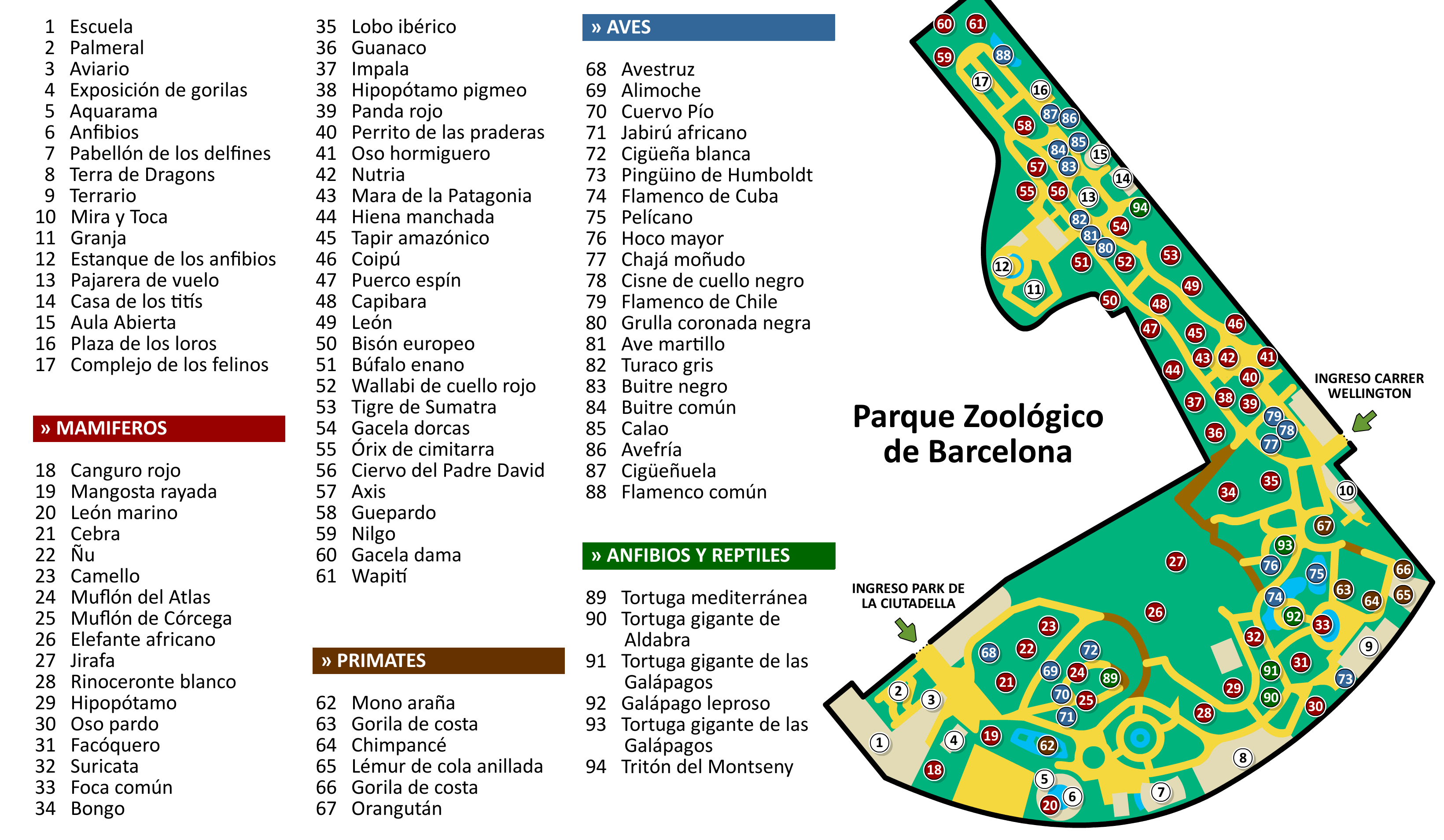
地图

|    |          |          |          |
| 虎 | 欧洲野牛 | 彎角劍羚 | 弗拉明戈 |

|                           |                  |      |          |
| 大猩猩雪花（1964-2003年） | 鯨豚水族館的海豚 | 花鹿 | 美洲紅䴉 |

## 事件
2014年12月8日，一名45岁男子跳入狮子区，遭3头狮子围攻，半小时后才带着满身伤痕获救。